# Abu Dhabi Open
Abu Dhabi Open este un turneu profesionist de tenis feminin de nivel WTA 500. Are loc pe terenuri dure în aer liber la Centrul Internațional de tenis din Abu Dhabi, Emiratele Arabe Unite. Prima ediție a avut loc în 2021, și a fost introdus din cauza suspendării tuturor turneelor WTA din China și a întârzierii turneelor din Australia din cauza pandemiei de COVID-19. În 2023, evenimentul a fost readus ca înlocuitor pentru Turneul WTA de la Sankt Petersburg din cauza suspendării evenimentelor WTA din Rusia cauzate de invazia Ucrainei de către Rusia în 2022. Un alt motiv pentru a găzdui turneul de la Abu Dhabi a fost întărirea sezonului din Golf cu Campionatele de tenis din Dubai și Qatar Total Open.

## Rezultate

### Simplu
| An   | Campioană          | Finalistă            | Scor                |
| ---- | ------------------ | -------------------- | ------------------- |
| 2021 | Arina Sabalenka    | Veronika Kudermetova | 6–2, 6–2            |
| 2022 | Nu s-a ținut       | Nu s-a ținut         | Nu s-a ținut        |
| 2023 | Belinda Bencic     | Liudmila Samsonova   | 1–6, 7–6(10–8), 6–4 |
| 2024 | Elena Rîbakina     | Daria Kasatkina      | 6–1, 6–4            |
| 2025 | Belinda Bencic (2) | Ashlyn Krueger       | 4–6, 6–1, 6–1       |

### Dublu
| An   | Campioane                         | Finaliste                       | Scor             |
| ---- | --------------------------------- | ------------------------------- | ---------------- |
| 2021 | Shuko Aoyama Ena Shibahara        | Hayley Carter Luisa Stefani     | 7–6(7–5), 6–4    |
| 2022 | Nu s-a ținut                      | Nu s-a ținut                    | Nu s-a ținut     |
| 2023 | Luisa Stefani Zhang Shuai         | Shuko Aoyama Chan Hao-ching     | 3–6, 6–2, [10–8] |
| 2024 | Sofia Kenin Bethanie Mattek-Sands | Linda Nosková Heather Watson    | 6–4, 7–6(7–4)    |
| 2025 | Jeļena Ostapenko Ellen Perez      | Kristina Mladenovic Zhang Shuai | 6–2, 6–1         |